# ماندی (تگزاس)
ماندی، تگزاس(به انگلیسی: Munday, Texas) شهری در ایالت تگزاس از ایالات جنوبی ایالات متحده آمریکا است. در سرشماری سال ۲۰۰۰، جمعیت این شهر ۱۵۲۷ نفر اعلام شد.